# Рюльман, Антон Антонович
Анто́н Анто́нович Рю́льман (1842—1896) — русский врач, имевший в Санкт-Петербурге репутацию одного из лучших специалистов по болезням гортани, носа и уха.

## Биография
Родившийся 23 ноября (5 декабря) 1842 года ребёнок немки Рюльман (?—1846), был незаконным сыном Антона Кожуховского (?—1855), выходца из Польши, служившего управляющим в петербургской конторе А. Н. Демидова. В метрических книгах Санкт-Петербургской Римско-католической церкви Святой Екатерины (ЦГИА СПб. Ф. 347) записан как Антоний-Франциск. Кроме него впоследствии у Иоанны Рюльман были зарегистрированы две дочери: Жозефина-Гертруда (03.12.1843—06.01.1920), ставшая известной как скульптор-любитель и вторая жена поэта Якова Полонского; Каролина-Элеонора (06.01.1845 — не ранее 1876).
Образование получил в Медико-хирургической академии. Врачебную деятельность начал в Саратовском земстве, затем служил в Обуховской больнице в Санкт-Петербурге, после чего в течение двух лет изучал за границей болезни гортани, носа и уха; занимался в Венском университете. В Вене у него родились две дочери: Елизавета и Людмила.
Диссертацию «Исследования о совместном действии гортанных мышц при некоторых часто встречаемых положениях гортани» (СПб.: тип. О. И. Бакста, 1876. — 59 с.), написанную в лаборатории Брюкке, защитил в Военно-медицинской академии в 1876 году, получив степень доктора медицины.
Умер в чине статского советника 3 (15) апреля 1896 года. За день до смерти был присоединён из римско-католической веры к православию. Похоронен на кладбище Новодевичья монастыря в Петербурге.

## Семья
Женился на Елизавете Сергеевне Иконниковой (ок. 1846 — 23.05.1901). Их дети:
- Антонина (29.12.1869—?)
- Сергей (19.02.1871—?)
- Елизавета (18.01.1873—?)
- Людмила (15.04.1874—?)
- Татьяна (20.12.1876—?)
- Надежда (28.03.1878—?)
- Мария (15.05.1882—?)